# Percival Lowell
Percival Lowell (Boston, 13 de março de 1855 — Flagstaff, 13 de novembro de 1916) foi um matemático, autor, empresário e astrónomo amador estadunidense que alimentou especulações de que existiam canais em Marte, fundou o Observatório Lowell em Flagstaff, Arizona, e formaram o início do esforço que levou à descoberta de Plutão 14 anos após sua morte. A escolha do nome Plutão e seu símbolo foram parcialmente influenciados por suas iniciais PL.

## Biografia
Percival Lowell nasceu no seio da distinta família Lowell de Boston. O seu irmão mais novo Abbott Lawrence Lowell foi presidente da Universidade de Harvard, e a sua irmã Amy Lowell era uma bem conhecida poeta e crítica.

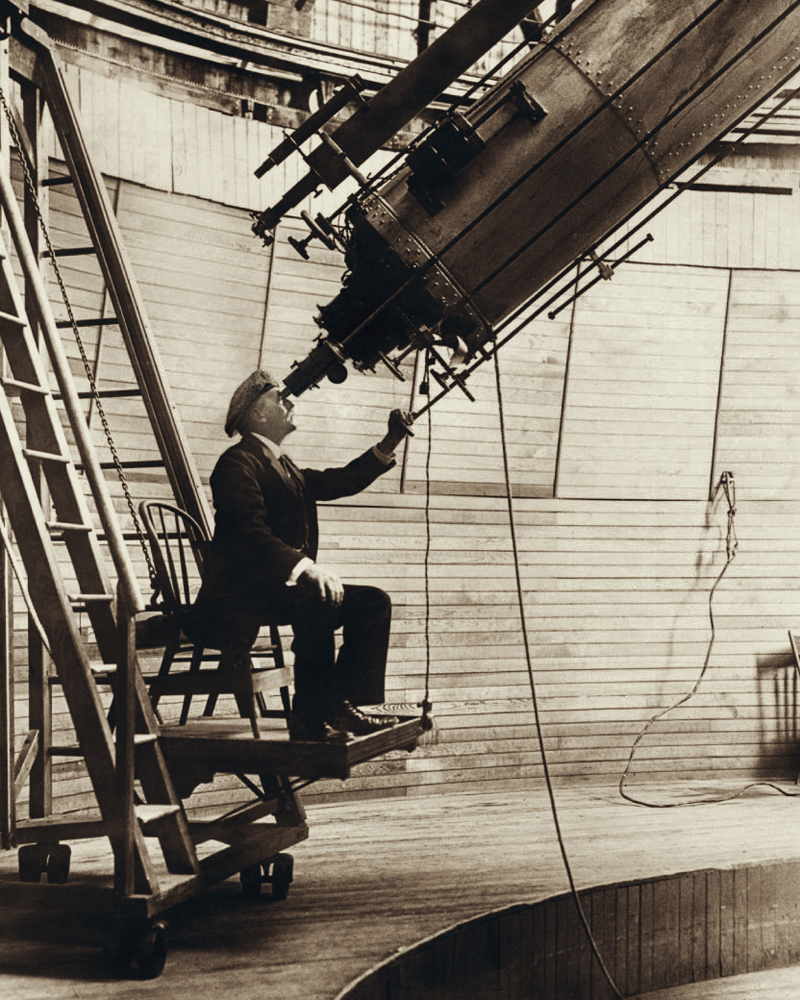
Percival a observar Marte no Observatório Lowell

Percival Lowell graduou-se na Universidade Harvard em 1876 com distinção em matemática, e viajou intensivamente através do Este americano antes de decidir estudar Marte e astronomia. Estava particularmente interessado nos supostos canais de Marte, como desenhados por Giovanni Schiaparelli, director do Observatório de Milão.
Em 1894 mudou-se para Flagstaff, no estado do Arizona. A uma altitude superior a 7 000 pés, e com noites com pouca nebulosidade, era o sítio ideal para observações astronómicas. Nos 15 anos seguintes estudou intensivamente o planeta Marte, fazendo o desenho intricado das marcas da superfície enquanto as tentava perceber. Lowell publicou as suas observações em três livros: Mars (1895), Mars and its Canals (1906) e Mars as the Abode of Life (1908). Desse modo apresentava a opinião de que Marte teria tido formas de vida inteligente.
A maior contribuição de Lowell para estudos planetários surgiu durante os últimos oito anos da sua vida, os quais dedicou ao então chamado Planeta X, que era a designação para o planeta atrás de Netuno. A investigação prosseguiu durante alguns anos após a sua morte em Flagstaff, ocorrida em 1916; o novo planeta, chamado Plutão, foi descoberto por Clyde Tombaugh em 1930. Os símbolos astrónomicos do planeta estão como "PL" (♇), escolhido por parte para homenagear Lowell. Plutão é agora considerado um planeta anão.
O asteroide 1886 Lowell, descoberto por Henry L. Giclas e Robert D. Schaldach em 1949, assim como a cratera lunar Lowell e a cratera marciana Lowell, foram denominadas em sua memória.